# Nyctiellus lepidus
El murciélago mariposa, murciélago oreja de embudo de Gervais o murciélago orejón de Gervais  (Nyctiellus lepidus) es una especie de murciélago de la familia Natalidae, y está considerado el murciélago más pequeño del mundo.

## Hallazgo y distribución
El murciélago fue descrito por primera vez por el naturalista francés Paul Gervais, en el año 1800, y se encuentra únicamente en Cuba (también se encontraba en Bahamas pero allí se extinguió).

## Hábitat y características
Este murciélago habita en cuevas calurosas y húmedas; suele estar activo por las tardes hasta la puesta de sol y se alimenta principalmente de insectos y polen.
- Peso: 2-3 gramos.
- Longitud: 18-21 centímetros.
- Posee 38 dientes.